# Hoàng Việt nhất thống Dư địa chí
Hoàng Việt nhất thống Dư địa chí (皇越一統輿地志) là sách địa chí do Lê Quang Định Thượng thư Bộ Binh khởi sự biên soạn chỉ sau 1 năm ngày lên ngôi của vua Gia Long (1806). 
Đây là bộ địa chí đầu tiên của nhà Nguyễn, mở đầu cho các bộ địa chí có quy mô lớn và những phương chí sau này. Nét nổi bật nhất của bộ sách chính là việc ghi chép một cách tường tận về hệ thống giao thông đường bộ lẫn đường thủy của Việt Nam vào đầu thế kỷ XIX.

## Nội dung
Cuốn sách được viết bằng chữ Hán, được chép tay trên khổ giấy 27x19. Mỗi quyển được chia thành một tập, tổng cộng có 10 quyển, gồm 1268 trang.
Đơn vị đo đạc là Tầm (khoảng 1,825m). Miêu tả khá đầy đủ về trạm điếm, hành cung, cầu cống, bến đò, kênh rạch, khe suối, chợ búa, đền miếu, thành quách, di tích, nhân vật cửa biển, núi đồi, đèo đảo, biên ải.
Sách cũng ghi chép các giai thoại, truyền thuyết, thần tích, ca dao, thơ văn gắn với từng vùng rất đầy đủ và sinh động.

### Xuất bản
Sách sau được nhà xuất bản Thuận Hóa hiệu đính và xuất bản. Được sắp xếp lại thành 3 phần chính:

#### Quyển I
- Biểu dâng sách của tác giả
- Bài tựa của Nguyễn Gia Cát và Phàm lệ
- Mục lục. Sau mục lục có thêm 2 phần là:

Lộ trình từ Kinh sư đến các dinh trấn.
Thời gian đi đường đến các dinh trấn.

#### Quyển II, III, IV
Đường trạm (hay Dịch lộ): Đường chính từ kinh đô Huế đến các dinh trấn, bao gồm cả đường thủy lẫn đường bộ

#### Quyển V, VI, VII, XIII, IX, X
Thực lục: Ghi chép về đường bộ đường thủy ở các Dinh trấn, kể từ đường chính bắt đầu ở lỵ sở đi các nơi.
Khi chép về Dinh trấn, có chép sơ lược về cương giới, phong tục, thổ sản, nét đặc trưng riêng của Dinh trấn đó.

## Tái bản
Năm 2022, dịch giả Phan Đăng đã biên tập lại cuốn sách. Nó đạt giải A giải thưởng sách quốc gia 2022.